# جازباتشو
الكثبَجْوَة أو الجَثبَتْشو (بالإسبانية: Gazpacho)‏ (نقحرة: جاثباتشو) هو حساء خضروات أساسه الطماطم ويقدم باردًا. نشأت في جنوب إقليم الأندلس. ينتشر الكثبجوة في المطابخ الإسبانية والبرتغالية انتشارًا واسعًا. وتنتشر في أشهر الصيف بسبب برودتها وطبيعتها المنعشة. تشتمل معظم وصفات الكثبجوة في إقليم الأندلس على (خبز وطماطم وخيار وفلفل وبصل و ثوم وزيت زيتون ونبيذ وخل وماء و ملح). وحساء الكثبجوة له جذور قديمة، فثمة عدد من النظريات عن أصله، منها من عده حساء عربيا من الخبز وزيت الزيتون والماء والثوم الذي وصل إلى إسبانيا والبرتغال مع الموريون، أو عن طريق الرومان مع إضافة الخل.

## تحضير الكثبجوة
طريقه نموذجية لتحضير الكثبجوة:
- تُغسل الخضروات ويقشر الثوم والبصل والطماطم.
- تقطع الخضراوات والأعشاب وتقلب وتوضع في وعاء كبير.
- يضاف الخبز المنقوع (اختياريا).
- تُمزج وتقليب محتويات الوعاء حتى نحصل على السائل بالقوام المطلوب.
- يضاف الماء البارد وزيت الزيتون والخل والملح للحصول على المذاق المطلوبة.
- تُضاف محتويات المتبقية من الوعاء إلى السائل، ثم يهرس لفترة وجيزة حتى يكون هناك بعض الملمس المتبقي للتزيين (اختياري).
- التزيين يمكن ان يكون من شرائح الفلفل الطازجة وقطع الطماطم والخيار أو غيرها من المكونات الطازجة.